# Tulio Álvarez
Tulio Alberto Álvarez (nacido el 17 de mayo de 1961 en Carúpano, Venezuela) es un jurista, profesor universitario, político, escritor venezolano y editor de un periódico local.

## Actividad política
Presidente de Federación Verdad Venezuela, organización de defensa de derechos humanos que adversa al Régimen Político de Hugo Chávez. Está especializado como constitucionalista y en historia de Venezuela. Fue el coordinador del equipo interdisciplinario que presentó los dos Informes sobre el fraude electoral cometido en el referéndum revocatorio activado contra Chávez Frías en el 2004. Activó antejuicios de mérito contra el jefe de Estado por el financiamiento del BBVA a la campaña electoral y por el daño patrimonial causado por el convenio petrolero con Cuba. Activista en la defensa de derechos ambientales y etnias indígenas tuvo a su cargo los casos de la Reserva de Imataca, los derrames petroleros y la defensa de tierras ancestrales indígenas ante la explotación minera. Ha sido perseguido por la comisión de delitos de opinión y condenado a prisión; la Comisión Interamericana de Derechos Humanos suspendió la Sentencia condenatoria. 
Fue condenado a 2 años y 3 meses de prisión y a inhabilitación política; también, a una medida permanente de prohibición de salida del país aplicada después de dar una Conferencia en la Universidad Sergio Arboleda de Bogotá en el año 2004, hasta 2009. El trámite del caso se prolongó por más de 15 años desde la primera solicitud de medidas preventivas, en 2004, la Petición Formal presentada el 25 de abril de 2006 ante la Comisión Interamericana de Derechos Humanos (CIDH) y la sentencia definitiva de la Corte IDH en 2019. Previamente, se había aprobado el Informe de Admisibilidad n.º 52/08 del 24 de julio de 2008 aseverando la afectación al derecho de la libertad de expresión, a las garantías judiciales y protección judicial, al derecho de circulación y residencia. El 26 de enero de 2017 la CIDH aprobó el Informe de Fondo n.º 4/17, en el cual llegó a una serie de conclusiones y formuló varias recomendaciones al Estado. Este informe es la base de la acción ante la Corte IDH.
El 5 de julio de 2017 la Comisión Interamericana de Derechos Humanos sometió a la Corte el caso Álvarez Ramos contra Venezuela De acuerdo con lo indicado por la Comisión, el caso se refiere a la violación del derecho a la libertad de expresión y la inhabilitación política de Tulio Álvarez. 
Finalmente, la Corte Interamericana de derechos Humanos dictó la sentencia del 30 de agosto de 2019 condenando al Estado venezolano y anulando las decisiones en contra de Tulio Álvarez. Lo relevante para el sistema interamericano fue la definición del "Test Tripartito" sobre libertad de expresión que requiere:
1. Que las limitaciones a ese derecho estén establecidas en leyes claras y precisas.
2. Que dichas limitaciones se creen en orden a los objetivos de la Convención Americana Sobre derechos Humanos y la interpretación que ejecuta la Corte IDH en dicha decisión.
3. Que las limitaciones sean absolutamente necesarias en una sociedad democrática.[5]

## Actividad docente
Ha sido profesor titular en pregrado de la Universidad Católica Andrés Bello, Universidad Central de Venezuela y la Universidad Monteavila; y se desempeña como profesor en los doctorados de Historia y Derecho, además de las maestrías de Filosofía, Derecho Constitucional y Derechos Humanos. Egresado del Programa de Estudios Avanzados en Teología, Magíster en Teología Fundamental, Magíster en Historia y Doctor en Derecho.

## Actividad literaria
En su ámbito de escritor de humor publica periódicamente en la prensa regional y nacional bajo el seudónimo Luis Chumaceiro. Tiene en su haber los libros Como Hacer Infinitamente Feliz a una Mujer? y Mujeres Perfidas.

## Obra
Entre sus obras destacan:
- 13 Mentiras Bicentenarias. (2010).[7]

### Jurídica
- La Constituyente: todo lo que necesita saber. (1998).[8]
- Instituciones Políticas y Derecho Constitucional. (1998).[9]
- Procesos Civiles Especiales Contenciosos. (2008).[10]
- Constituyente, Reforma y Autoritarismo del Siglo XXI. (2007).[11]
- Reelección Indefinida: Camino a la Violencia. (2007).[12]

- La Fuerza Constituyente Inicial: Revolución y Ruptura. (2011).[13]

### Humorística
- Cómo hacer infinitamente feliz a una mujer, Luis Chumaceiro (humor). Criteria.[6]
- Mujeres Pérfidas, Luis Chumaceiro (humor).[14]